# Saint-Marcel (metropolitana di Parigi)
Saint Marcel è una stazione della metropolitana di Parigi sulla linea 5, sita nel XIII arrondissement di Parigi.

## La stazione
La stazione è ubicata sotto il boulevard de l'Hôpital, a sud dell'incrocio con rue des Wallons.

### Origine del nome
La stazione prende il nome del boulevard Saint-Marcel, in omaggio a Marcel de Paris, nono vescovo di Parigi, morto nel 436, venerato per i suoi miracoli. Secondo la tradizione, liberò Parigi da un dragone mostruoso, trasformò l'acqua della Senna in vino e convertì in massa i pagani.

### Storia
La stazione venne aperta il 2 giugno 1906.

## Accessi
- boulevard de l'Hôpital: scala all'83, boulevard de l'Hôpital
- rue des Wallons: scala al 50, boulevard de l'Hôpital

## Interconnessioni
- Bus RATP - 57
- Noctilien - N31